# Hazel Medina
Hazel J. Medina (* 8. Oktober 1937 in Colón, Panama; † 14. Februar 2012 in New York City) war eine US-amerikanische Schauspielerin und Sozialarbeiterin jamaikanisch-panamaischer Abstammung.

## Leben
Medina wurde als einziges Kind von Ernest und Lolita Frederick in Colón in Panama geboren und verbrachte dort einen Teil ihrer Kindheit. Ihr Großvater mütterlicherseits stammte aus Jamaika und kam nach Panama, um als Arbeiter beim Bau des Panamakanals zu helfen und Geld zu verdienen; er entschied sich schließlich in Panama zu bleiben. Im Alter von acht Jahren ließen sich die Eltern von Hazel Medina scheiden und die Mutter heiratete erneut. Die Familie immigrierte zusammen mit ihrem Stiefvater in die Vereinigten Staaten. Die erste Station führte sie nach Pennsylvania, wo Medina die Holy Providence Boarding School in Cornwell Heights besuchte. Während ihrer ersten drei Jahre an der High School zog die Familie noch weitere Male um, bis sich die Familie schließlich in Los Angeles niederließ; dort absolvierte Medina ihr letztes Schuljahr und schrieb sich am Los Angeles City College (LACC) ein.
2004 kehrte Medina zum ersten Mal seit ihrer Kindheit nach Panama zurück. Sie war von dieser Erfahrung derart bewegt, dass sie einen Dokumentarfilm über „ihre wunderbare, prächtige und freudige Erfahrung“ drehen wollte, zu dem es aber nicht mehr kommen sollte. Im Jahr 2007 wurde bei Hazel Medina ein Malignes Melanom diagnostiziert; sie starb 2012 im New York Presbyterian Hospital an den Folgen der Krankheit im Alter von 74 Jahren. Medina wurde von ihrem Ehemann, dem Schauspieler Jerry Matz, überlebt.

## Karriere
Hazel Medina entdeckte früh ihr Interesse an der Schauspielerei und spielte bereits als Jugendliche an einem Lokaltheater in Pasadena, wo sie Luana Anders kennenlernte, die zu einer guten Freundin wurde. Ihre Schauspielausbildung absolvierte sie bei William Esper.
Ihr professionelles Debüt hatte sie 1967 in einer Folge von Tennisschläger und Kanonen in der Rolle der kleinen Schwester von Bill Cosby. In Los Angeles war Medina Mitglied des West Theaters und Gründungsmitglied des Group Repertory Theater. Sie war außerdem Gründungsmitglied und zeitweise Präsidentin der Kwanza Foundation, einer Gruppe afroamerikanischer Schauspielerinnen, die den innerstädtischen Gemeinden etwas zurückgeben wollten.
Es folgten Rollen in Filmen wie Ein Mann sieht schwarz, Mutter, du sollst sterben, Limbo, Chris Rocks Ich glaub, ich lieb meine Frau, Wes Cravens Music of the Heart, Spike Lees Malcolm X und dem AIDS-Drama Freundschaft fürs Leben, der sie dazu brachte, sich in der HIV-Initiative des „Actors Fund of America“ (dt. Schauspielerfonds von Amerika) zu engagieren. Auch im Fernsehen hatte sie zahlreiche Rollen, beispielsweise in Fernsehserien wie The White Shadow, Lou Grant, Sanford and Son, Baretta und McMillan & Wife. Für ihre Rolle in Rauchende Colts wurde sie für den Emmy Award nominiert.
1979 nahm Medina ein Angebot in New York City an und lernte den Bühnen- und Filmschauspieler Jerry Matz kennen, den sie 1981 heiratete und mit dem sie – bis zu ihrem Tod – über 31 Jahre verheiratet war. In New York widmete sie sich fortan verstärkt dem Theater, hielt Lesungen, veranstaltete Workshops, trat in Off-Broadway-Produktionen auf und war auch vereinzelt in kommerziellen Werbespots sowie Werbefilmen für die Industrie zu sehen. Außerdem machte sie ihren Bachelor of Arts an der Fordham University und besuchte das College am Lincoln Center.
In New York gehörte Medina den „Black Women in Theater“ an und war Mitglied der Negro Ensemble Company (NEC), für die sie in Charles Fullers Prince/We auftrat und ab 1985 mit Sullivan H. Walker in Trevor Rhones Bühnenstück Two Can Play am Theatre Four am Off-Broadway spielte; die Produktion wurde 1987 von Clinton Turner Davis neu inszeniert und im Cincinnati Playhouse aufgeführt, wo Medina und Walker ihre Rollen wiederaufleben ließen. Sie war in Arthur Millers Hexenjagd für das Roundabout Theater zu sehen und wurde für ihre Leistung in der Off-Broadway-Produktion William Five für den AUDELCO-Preis in der Kategorie „Outstanding Performance“ nominiert.
Trotz weiterer, aber ihrer Meinung nach nicht passender Angebote begann sie sich im Bereich Sozialarbeit weiterzubilden und macht schließlich ihren Master in Sozialarbeit an der New York University (NYU).
Sie arbeitete zuerst in Teilzeit als Fallbearbeiterin, später dann als Heimleiterin des Isabella Geriatric Centers. Neben ihrer neuen Berufung konnte sie weiterhin Rollen, vor allem im Fernsehen, annehmen; hierzu gehören Auftritte in Fernsehserien wie Third Watch – Einsatz am Limit, Die Bill Cosby Show, Law & Order sowie eine wiederkehrende Rolle in der Seifenoper Liebe, Lüge, Leidenschaft. Ihre Stimme war zudem in dem PBS-Format From Mambo to Hip-Hop zu hören. Daneben engagierte sie sich weiterhin sozial: sie gehörte dem New York City Medical Reserve Corps an und nahm 2004 am Avon Walk teil, der Frauen dafür sensibilisieren soll, zur Brustkrebs-Vorsorge zu gehen.
Aufgrund ihrer Krebserkrankung ging Medina 2007 als Sozialarbeiterin in den Ruhestand und musste später auch ihre Arbeit als Schauspielerin aufgeben.

## Filmografie (Auswahl)

### Film
- 1970: Ein Mann sieht schwarz (Watermelon Man)
- 1972: Terror in Block C (Women in Chains; Fernsehfilm)
- 1972: Limbo
- 1973: Cry Rape (Fernsehfilm)
- 1989: Freundschaft fürs Leben
- 1992: Malcolm X
- 1995: Mutter, du sollst sterben (Point of Betrayal)
- 1999: Music of the Heart
- 2000: Ten Hundred Kings
- 2005: My Suicidal Sweetheart (auch: Max & Grace)
- 2006: Betty on the Bed (Kurzfilm)
- 2007: Ich glaub, ich lieb meine Frau

### Fernsehen
- 1967: Tennisschläger und Kanonen
- 1969: Rauchende Colts
- 1970: Medical Center
- 1971: Bill Cosby
- 1975: Baretta
- 1976: McMillan & Wife
- 1977: Sanford and Son
- 1978: Lou Grant
- 1980: The White Shadow
- 1988: Die Bill Cosby Show
- 1998: Trinity
- 1991–2004: Law & Order
- 1999: Liebe, Lüge, Leidenschaft
- 2000: Third Watch – Einsatz am Limit
- 2001: Law & Order: Special Victims Unit

## Theater (Auswahl)
- Hexenjagd (Roundabout Theatre)
- Nanny (Women’s Project)
- Prince/We
- Street Sounds (Theatre for Forgotten)
- The Beautiful La Salles (Wonderhouse Theatre)
- The Brixton Recovery (South Street Theatre)[4]
- Time Out of Time (New Federal Theatre)
- Two Can Play (1985: Theatre Four; 1987: Cincinnati Playhouse)
- William Five